# Mosfellsdalur
Mosfellsdalur (w statystyce publicznej określany jako Byggðakjarni í Mosfellsdal = "rdzeń zurbanizowany w dolinie Mosfell") – miejscowość w południowo-zachodniej Islandii, położona w dolinie około 3 km na wschód od Mosfellsbær. Wchodzi w skład gminy Mosfellsbær, w regionie stołecznym Höfuðborgarsvæðið. Na początku 2018 roku zamieszkiwało ją 224 osoby.
Około 2 km na wschód od miejscowości znajduje się Gljúfrasteinn, muzeum poświęcone islandzkiemu pisarzowi i nobliście Halldórowi Laxnessowi, który mieszkał w tym miejscu.